# Scripete

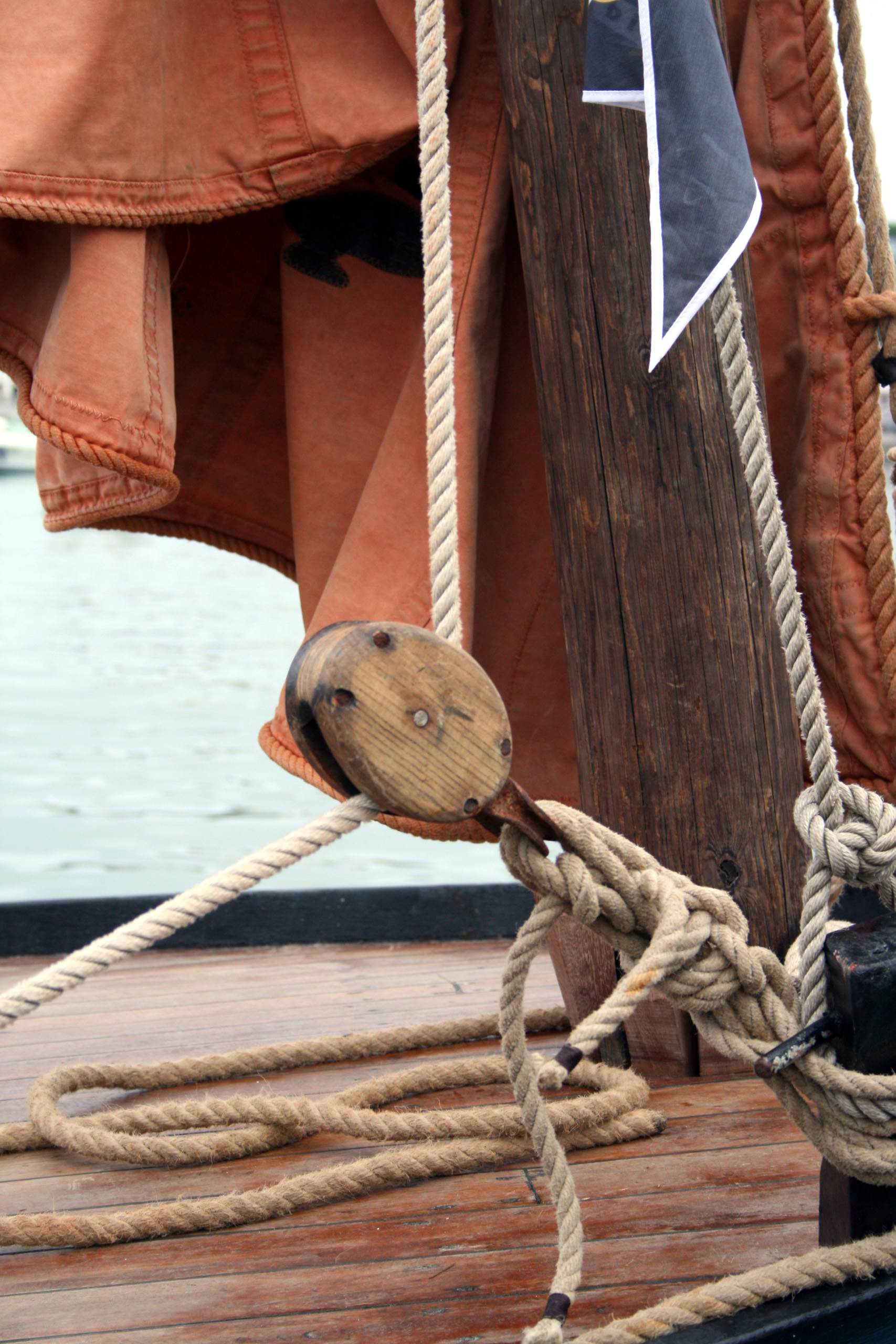
Un scripete folosit pe un velier

Un scripete este un mecanism simplu format dintr-o roată canelată de-a lungul periferiei, care servește la schimbarea direcției unei forțe și transmiterea ei prin intermediul unui cablu sau a unui lanț, acesta rulând pe periferia ei. Scripeții sunt folosiți singuri sau în combinație, cu scopul de a transmite energie și mișcare.
Scripeții folosiți în diferite combinații formează palane.

## Modul de lucru

### Scripetele fix

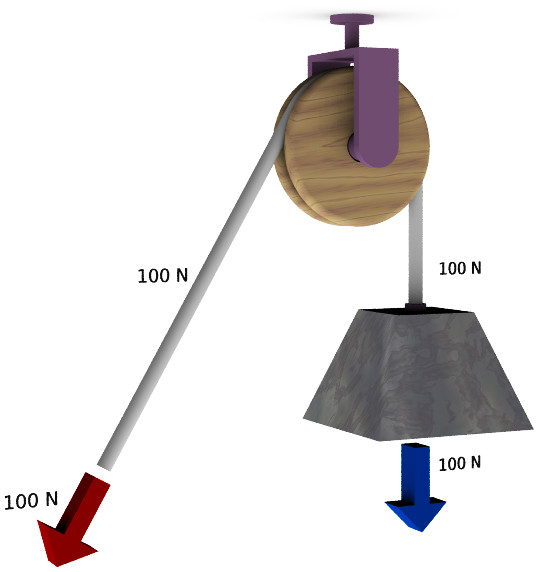
Scripete fix

Compunerea forțelor la scripetele fix

Scripetele fix are punctul de sprijin în axa roții, care este fixă. Asupra scripetelui acționează trei forțe: forța activă (F), forța rezistentă (R) și forța de sprijin (S). Aceste forțe se compun vectorial, forțele activă și cea rezistentă fiind egale ca mărime, iar forța de sprijin fiind în acest caz egală cu diagonala paralelogramului.
Dacă cele trei forțe sunt paralele, de exemplu la ridicarea unei greutăți, forța activă este egală cu greutatea ridicată, iar forța de sprijin este egală cu dublul greutății ridicate. Aceasta poate fi asemănată cu o pârghie cu brațele egale, adică b1=b2.

### Scripetele mobil

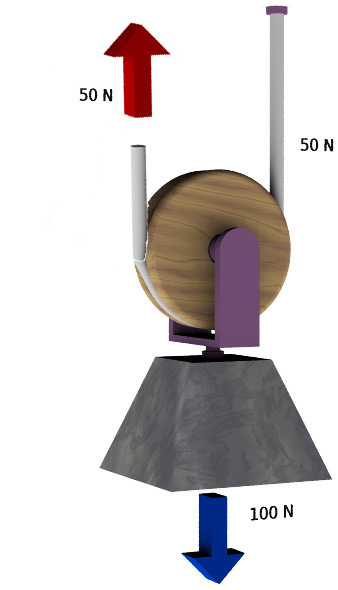
Scripete mobil

Compunerea forțelor la scripetele mobil

Scripetele mobil are punctul de sprijin la unul din capetele cablului. Asupra scripetelui acționează de asemenea cele trei forțe:cea activă (F),cea rezistentă (R) și cea de sprijin (S). Aceste forțe se compun tot vectorial, de data asta forțele activă și cea de sprijin fiind egale ca mărime, iar forța rezistentă fiind în acest caz egală cu diagonala paralelogramului.
Dacă cele trei forțe sunt paralele, de exemplu la ridicarea unei greutăți, forța activă este egală cu cea de sprijin, ambele fiind doar jumătate din greutatea rezistentă, adică F1 = 2 * F2. Aceasta poate fi asemănată cu o pârghie cu brațele b1 = b2 / 2.

## Scripetele compus
Scripetele compus este format dintr-un scripete fix și unul sau mai mulți scripeți mobili.Se obține scripetele compus ce are calitățile ambilor: schimbă direcția de acțiune a forței active și schimbă și valoarea forței active necesare, iar formula este F1= F2 / 2.  